# Aldeadávila de la Ribera
Aldeadávila de la Ribera is een gemeente in de Spaanse provincie Salamanca in de regio Castilië en León met een oppervlakte van 46,18 km². Aldeadávila de la Ribera telt 1.256 inwoners (1 januari 2016).